# 大学情報サミット
大学情報サミット（だいがくじょうほうサミット、英：University Information Summit）は、大学の枠を超え、首都圏の私立大学が情報機関部署を結んで連携し合い、互いに協力体制を敷くことを目的として設立された大学間協定である。

## 概要
明治大学の情報機関内にて「比較的新しい分野である情報機関でも各大学間で連携が組めないものか」と提案された。この時点では同大学内だけでの事項であったが、しばらくして早稲田大学と慶應義塾大学、さらにはDMC統合研究機構の所長にサミット結成の話を持ちかけ、合意に至ったことから、その他の首都圏の有力私大(中央大学、法政大学、立教大学)にサミット加盟の誘いをかけることとなる。誘いを受けた3校が全て合意、提案に応じたため、2005年11月、明治大学情報科学センター所長(当時)の呼びかけにより『6大学情報サミット準備研究会』が発足した。この研究会が当サミットの前身にあたる。2010年3月に中央大学が一時脱退したが、2014年の第七回大会以降は復帰している。
関西四大学との交流も視野に入れて、各大学の関係者が大学情報サミット大会に参加したが、直近の大会では同志社大学のみの参加となっている。

## 加盟校
- 慶應義塾大学
- 中央大学
- 法政大学
- 明治大学
- 立教大学
- 早稲田大学

## 沿革
- 2005年 - 前身となる6大学情報サミット準備研究会が発足
- 2006年 - 大学情報サミットに改名
- 2006年 - 12月12日 第一回大学情報サミット大会を開催(明大駿河台キャンパス)、加盟6校が共同声明書に署名
- 2007年 - 12月18日 第二回大学情報サミット大会を開催(法大市ヶ谷キャンパス)、加盟6校が共同声明書に署名
- 2008年 - 12月22日 第三回大学情報サミット大会を開催(慶大三田キャンパス)、加盟6校が共同声明書に署名
- 2010年 - 3月16日 拡大幹事会(立教大学池袋キャンパス)において、中央大学の脱退申し入れを承認
- 2010年 - 6月19日 第四回大学情報サミット大会を開催(立教大池袋キャンパス)、加盟5校が共同声明書に署名
- 2011年 - 12月5日 第五回大学情報サミット大会を開催(法大市ヶ谷キャンパス)、加盟5校が共同声明書に署名
- 2013年 - 6月27日 第六回大学情報サミット大会を開催(明大駿河台キャンパス)、加盟5校が共同声明書に署名
- 2014年 - 12月3日 第七回大学情報サミット大会を開催(早大早稲田キャンパス)、加盟6校が共同声明書に署名
- 2016年 - 11月8日 第八回大学情報サミット大会を開催(慶大三田キャンパス)、加盟6校が共同声明書に署名

## 実績等
- 加盟校のキャンパスにて、年間の活動報告などをまとめる大学情報サミット大会を行っている。加盟校の他、企業や省庁からのゲストを招いた公演も行われている。
- 所長懇談会
加盟大学の情報機関(情報施設)長による交流会
- 拡大幹事会
サミットの方針や活動プリジェクトの承認
- プロジェクト関連
以下の部署に分かれて活動を行っている。
  - プロジェクト推進グループ
  - 広報・情報共有グループ
  - 6大学共通サービス仕様検討（端末室）グループ
  - その他、年度によってさまざまなプロジェクトが活動している。